# Acronicta schwingenschussi
Acronicta schwingenschussi är en fjärilsart som beskrevs av Hans Zerny 1927. Acronicta schwingenschussi ingår i släktet Acronicta och familjen nattflyn. Inga underarter finns listade i Catalogue of Life.